# السودهكار (مجلة)
السودهكار كانت مجلة أسبوعية بنغالية أنشأها رضا الدين أحمد مشادي والشيخ عبد الرحيم. بدأ نشرها في 8 تشرين الثاني 1889 (23 كارتيك [الإنجليزية] 1296 من التقويم البنغالي) من كلكتا.

## الخلفية
وقد حررها أولًا الشيخ عبد الرحيم أو محمد رياض الدين أحمد وفقًا لروايات أخرى.
وكان الهدف الأساسي للمجلة هو الدعوة إلى الإسلام. في مرحلة ما، غيرت المجلة اسمها إلى ميهير أو سودهاكار. نشرت المجلة جدلًا حول قضايا دينية ضد مجلة أخرى تدعى "كريستيا باندهاب" (أصدقاء المسيحيين)، وهي مجلة ينشرها المبشرون المسيحيون بهدف تنصير المجتمع البنغالي.

### الموقف الأيديولوجي
وفقًا لنور الكبير، كانت أهدافها الدفاع عن الإسلام من انتقادات المستشرقين وتشويه سمعة المسلمين من المثقفين الهندوس الطائفيين المحليين، وتنوير المسلمين البنغاليين بالمبادئ الإسلامية ومنع التحول إلى المسيحية.
عندما أيد مير مشرف حسين حظر ذبح الأبقار، أيدت سودهاكار احتجاج تانجيل [الإنجليزية] مولوي نعيم الدين على الحظر. ومن بين المساهمين المنتظمين منشي محمد مهر الله والشيخ عبد الرحيم.

## الإغلاق
استمر نشر سودهاكار حتى عام 1910 م.

## الإرث
يكتب نورول كبير عن تأثير سودهاكار على تطوير هوية المسلمين البنغاليين:
"لقد غرست مجلة (السودهكار) شعورًا بالثقة في المجتمع المسلم في البنغال حول القوة الكامنة في الإسلام، وألقى الضوء على المسلمين البنغاليين حول المساهمات العظيمة التي قدمها الإسلام في تطوير الحضارة الإنسانية وألهمهم لإنشاء أدبهم الخاص بلغتهم الأم - البنغالية.
كما أنه يقارن تأثيرها على الثقافة الإسلامية المعاصرة بتأثير تاتوابوديني باتريكا [الإنجليزية] على المجتمع الهندوسي البنغالي المعاصر [الإنجليزية].
كما يُنسب إلى الدورية أيضًا ترويج استخدام الكلمات المستعارة من اللغتين العربية والفارسية في اللغة البنغالية والأدب البنغالي بين المسلمين البنغاليين.